# Mohamed Bouazizi
Mohamed Bouazizi, właśc. Tarek al-Tayyib Muhammad ibn Bouazizi (ar. محمد البوعزيزي, ur. 29 marca 1984 w Sidi Bu Zajd, zm. 4 stycznia 2011 w Bin Arus) – jedna z ofiar śmiertelnych rewolucji w Tunezji 2011. 17 grudnia 2010 dokonał samospalenia na znak protestu przeciwko władzy i zmarł osiemnaście dni później.

## Wczesne życie
Mohamed Bouazizi urodził się w Sidi Bu Zajd w Tunezji, stolicy gubernatorstwa o tej nazwie. Jego ojciec był robotnikiem budowlanym osiadłym w Libii; zmarł na atak serca, kiedy Mohamed miał trzy lata, a matka wyszła za mąż za brata zmarłego męża. Mohamed uczył się w wiejskiej szkole Sidi Salah.

## Konfiskacja straganu i samospalenie
Bouazizi zaczął wcześnie zarabiać u boku swego wujka. Ten jednak z powodów zdrowotnych nie pracował regularnie. W mieście o 30% bezrobociu jego podania o pracę były wielokrotnie odrzucane, tak jak starania o przyjęcie do wojska. Bouazizi zarabiał na życie na straganie na miejskim suku. Dzięki miesięcznym dochodom w wysokości 140 dolarów wspierał matkę i pięcioro rodzeństwa, umożliwiając ich naukę, zamierzając nawet wysłać ich na uniwersytet.
Planował zakup dostawczego pick-upa. Był bardzo znanym i popularnym człowiekiem, znanym w mieście jako Basboosa, m.in. dzięki temu, że co jakiś czas zaopatrywał w darmowe owoce i warzywa bardzo ubogie rodziny.
Wielokrotnie, już od czasu dzieciństwa był upokarzany przez policję, często również konfiskowano jego majątek. 17 grudnia 2010 Mohamed zaciągnął dług w wysokości 200 dolarów amerykańskich na rozbudowę swojego straganu. Tego samego dnia spotkał patrol policji. Po wymianie zdań, policjantka Fedya Hamdi uderzyła go w twarz i z pomocą swoich kolegów zmusiła go oddania wagi i skonfiskowała jego stragan. Publicznie znieważony (uderzenie przez kobietę) i zdesperowany Bouazizi próbował odwołać się idąc do miejscowego merostwa. Zażądał spotkania z urzędnikiem, jednak nikt z obecnych nie zwrócił na niego uwagi. Wykrzyczał wtedy słowa Jeśli mnie nie widzicie, to się podpalę. Następnie wylał na siebie mały kanister benzyny, wybiegł z budynku i o 11:30 czasu miejscowego, podpalił się.

## Śmierć i pogrzeb

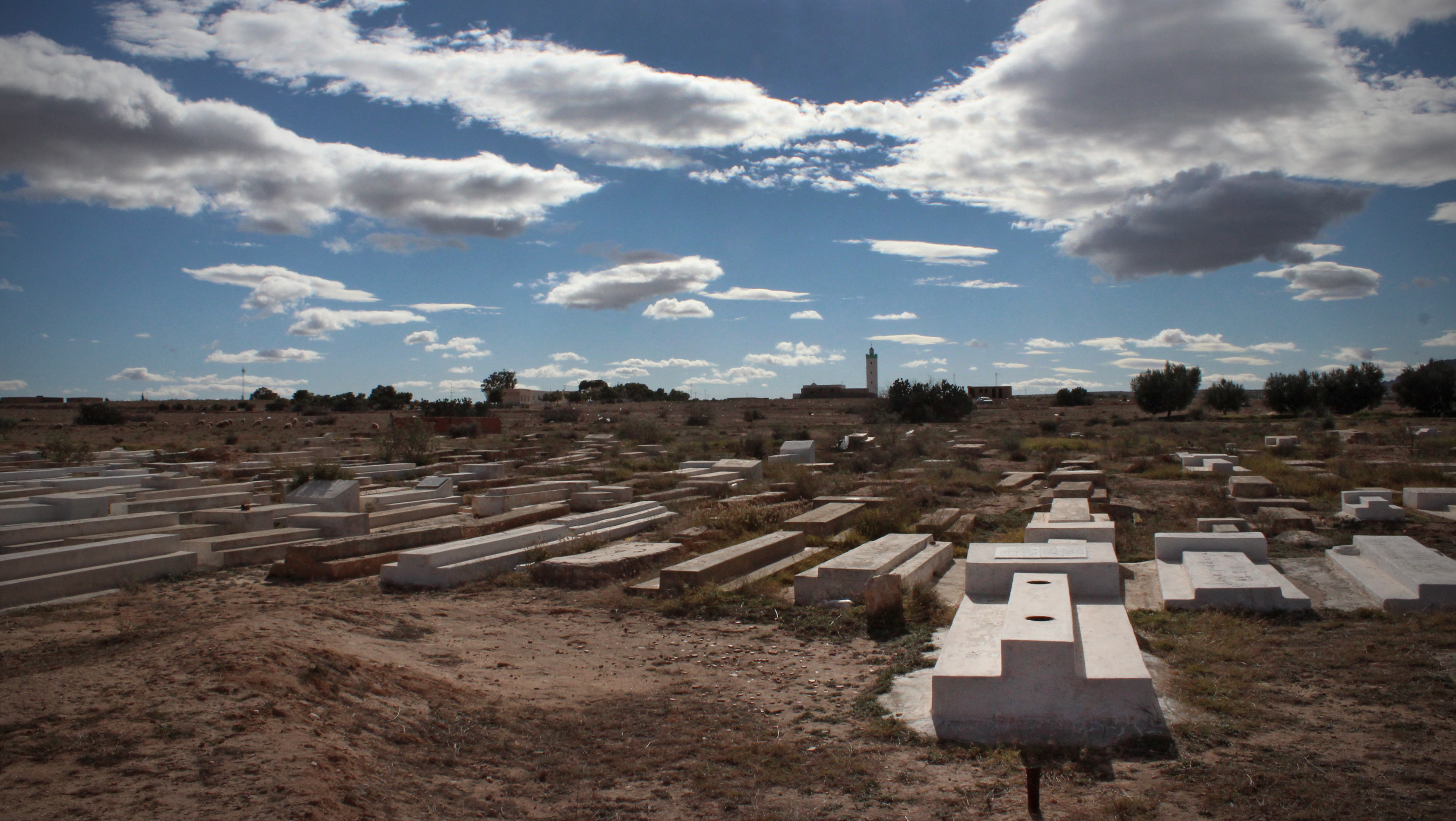
Grób Bouaziziego

Mohamed został wkrótce odwieziony do Safakis odległego o 70 km od jego rodzinnego miasta. Podczas jego pobytu w szpitalu, po dwóch tygodniach, kiedy trwała już rewolucja, której zapalnikiem było samobójstwo Mohameda Bouazizi, odwiedził go prezydent Tunezji Zajn al-Abidin ibn Ali, obiecując przewiezienie na leczenie we Francji i przyjmując na audiencji jego rodzinę. W istocie, prezydentowi chodziło tylko o uśmierzenie fali protestów. Po 18 dniach, 4 stycznia 2011, Bouazizi zmarł na skutek bardzo rozległego poparzenia o godzinie 17:30 czasu lokalnego. Był tak popularny w mieście, że w jego pogrzebie wzięło udział ponad pięć tysięcy osób.

## Memoria
- W lutym 2011 r. rada miejska Paryża podjęła uchwałę o nazywaniu jego imieniem jednej z ulic lub placu.
- Nagroda Sacharowa (grudzień 2011)[3]
- pomnik w Sidi Bu Zajd (grudzień 2011)[3]